# Agabus clypealis
Agabus clypealis là một loài bọ cánh cứng thuộc họ Dytiscidae. Nó có thể được tìm thấy ở Đan Mạch, Đức, Latvia, Ba Lan, Nga và Thụy Điển.